# Саранов Володимир Георгійович
Саранов Володимир Георгійович (8 лютого 1965, Клавдієво-Тарасове) — кандидат на пост Президента України 2014. Самовисуванець.

## Біографічні дані
Володимир Георгійович Саранов народився 8 лютого 1965 року в селі Клавдієво-Тарасове Макарівського району Київської області у сім'ї службовців — Георгія та Надії Саранових.
Середню освіту здобув у Київській середній школі № 116. У 1984 року Володимир Саранов вступає до Київського політехнічного інституту, паралельно працюючи слюсарем механо-збірних робіт в Інституті зварювальних матеріалів ім. Є. О. Патона АН УРСР, займає посаду старшого техніка.
Володимир Георгійович був призваний до лав Радянської Армії.
Після демобілізації працює на посаді майстра Спеціалізованого Ремонтного Управління № 8 у м. Києві та продовжує навчання в Київському політехнічному інституті.
Після 1991 року, Володимир Саранов розпочинає комерційну діяльність, переходить на посаду заступника начальника відділу продажів, а пізніше — й заступника директора комерційної структури.
У 1992 року він засновує ТОВ «Інтерагроекспорт», в якому займає посаду директора.
У 1993 році Володимир Георгійович завершує навчання в Київському політехнічному інституті за спеціальністю «устаткування і технологія зварювального виробництва» та здобуває кваліфікацію інженера-механіка.
На початку 1990-х років створив нову торгову марку «Європейські гардини» декоративного текстилю.
Станом на 2008 рік компанія мала три салони в Києві та 25 — у різних областях України.
Володимир Георгійович ніколи не входив до жодної з політичних партій та не займався громадською роботою (в тому числі, не перебував на виборних посадах).
Одружений. Має двох синів (Ігор, Юрій).

## Нагороди
Лауреат міжнародної нагороди «Золотий Меркурій» — за особистий внесок в економіку України та інтеграційні процеси